# Bitva u Vlotho
Bitva u Vlotho byla bitva svedená u  města Vlotho, která proběhla 17. října 1638 o území Falce. Vítězství armády Svaté říše římské, tedy císařské armády pod velením polního maršála Melchiora von Hatzfeldt, ukončilo pokus falckého kurfiřta Karla I. Ludvíka znovu získat Rýnskou Falc. Jeho porážka znamenala, že naposledy ve třicetileté válce hrála významnou roli falckraběcí nebo anglická síla.

## Pozadí
V roce 1632 zemřel Fridrich Falcký, pro svou pouze jeden rok trvající vládu v českých zemích zvaný zimní král. Snažil se o znovuzískání území Falce, jeho snaha byla podpořena anglickou intervencí během třicetileté války. V roce 1638 Karel I. Ludvík Falcký, druhý syn a dědic Fridrichův, učinil druhý pokus o získání tohoto území. Jako základnu pro svou vojenskou operaci vybral město Meppen v Německu, poblíž  Münsteru.  K dispozici měl 4 000 mužů, kteří byli placeni anglickým zlatem. Spolu s ním se příprav na boj zúčastnil jeho bratr Ruprecht Falcký, William Craven, 1. hrabě z Cravenu a Spencer Compton, 2. hrabě z Northamptonu. Na pomoc Karlu Falckému poslal velitel švédské armády maršál Johan Banér vojsko pod velením generálmajora Jamese Kinga, 1. lorda z Eythin. Původním plánem bylo utvořit armádu ve Vestfálsku a poté pokračovat přes Hesensko a znovu převzít Rýnskou Falc. Nicméně Banér považoval tento plán za nereálný a přesvědčil ostatní, že by měli začít obléhat město Lemgo (v dnešním německém Severním Porýní-Vestfálsku). Tento plán vyhovoval hlavně Banérovi, hájícímu především vojenské zájmy Švédska. Dne 15. října 1638 začala švédsko-falcká armáda obléhat Lemgo. Maršál Melchior von Hatzfeldt, kterému bylo po porážce ve Wittstocku svěřeno vedení císařských sil ve Vestfálsku, začal okamžitě shromažďovat další síly. Následující den byla tato blížící se armáda odhalena falcko-švédskou jízdní hlídkou, která odhadovala, že se jedná zhruba o 8 000 vojáků. Karel I. Ludvík Falcký spolu s ostatními veliteli se proto rozhodli vzdát obléhání a ustoupit do švédské pevnosti v Mindenu. Karlova armáda měla dvě možné cesty k Mindenu, zvolili si cestu k Vlotho, která byla sice kratší, na druhé straně to znamenalo, že zůstali na stejné straně řeky Vezery jako Hatzfeld.

## Bitva
Karel Ludvík spolu se švédským vojskem seskupil armádu tak, že vpředu šla pěchota následovaná jezdectvem a za nimi pak dělostřelectvo. King sestavil obranou linii na hřebenu Eiberg a obrátil se k pěchotě ve snaze zabránit Hatzfeldtovi soustředit jeho síly proti jeho vojsku. Karel Ludvík a lord Craven se dohodli na tomto plánu, takže tři jezdecké pluky pod velením švédského generála Hanse Christoffa Königsmarcka byly poslány dopředu zatímco dragouni a dva velitelé zůstali na kopci. Pahorek ovšem zhoršil podmínky pro postup pěchoty. Jakmile Hatzfeld zjistil, co dělá kavalérie palatinů, nařídil dvěma vlastním jízdním plukům, aby se vydali dolů do údolí, aby se setkali s nepřítelem, a poslal dalších 800 vojáků, krytých nízkými kopci, které lemovaly údolí, aby se připravili na úder. V následujícím boji se dva falcké pluky rozpadly. Hatzfeldtova kavalerie opustila úzké údolí. Třetí pluk, kterému velel princ Ruprecht, se rozhodl pokusit o boj z Hatzfeldtovou kavalérií. Rupertova kavalerie byla napadena Hatzfeldtovými silami. Craven vedl falcké rezervy - dva pluky dragounů - nahoru do kopců, aby podpořily Ruprechtův útok, ale císařská kavalerie vpadla do boku Ruprechtovým a Cravenovým silám. Postavení bylo nyní beznadějné. Königsmarck se v obavě z vysokých ztrát rozhodl raději se svými švédskými kavaleristy ustoupit. Pro úspěšné stažení švédských sil bylo důležité, že trvalo dostatečně dlouho, než se Rupert a Craven definitivně vzdali. To  umožnilo stáhnout všechen švédský kontingent v dobrém stavu, ale bitva byla ztracena. Karel Ludvík opouštěl bojiště ve svém kočáře, ale kočár se i s ním potopil ve Vezeře. Podařilo se mu zachytit větví a nakonec se úspěšně navrátil do svého nizozemského exilu. 

## Následky
Podle názoru Williama Guthrieho, skotského spisovatele, novináře a historika: 
Hatzfeld prokázal v této drobné akci vynikající profesionalitu, což se mu nepodařilo v bitvě u Wittstocku nebo Jankowa. Švédští váleční veteráni King a  Königsmarck se naopak příliš nevyznamenali. King dokonce nespravedlivě obvinil Ruprechta z porážky; spor se táhl ještě dalších deset let. Königsmarck unikl všem kritikům a později se stal jedním z nejdůvěryhodnějších důstojníků generála Torstenssona. Porážka byla posledním pokusem Falckých získat palatinát a také ukončila anglickou intervenci v této válce. Brzký začátek anglické občanské války vyvolal návrat většiny anglických vojáků a důstojníků do Anglie.